# Плюх и Плих (мультфильм)
«Плюх и Плих» — советский кукольный мультфильм, созданный в 1984 году режиссёром Натаном Лернером. В основу сценария положено юмористическое стихотворение Вильгельма Буша «Плих и Плюх» в переводе Даниила Хармса. Этот фильм по праву вошёл в золотую фильмотеку советской мультипликации.
Текст от автора читает известный советский актёр Сергей Юрский.
С 1984 по 1991 годы мультфильм показывали по программам ЦТ СССР. Также мультфильм показывали в телепередаче «Спокойной ночи, малыши!». В 1990-е показан на РТР, в том числе 20 июля 1996 года.

## Сюжет
Два обыкновенных мальчика, Пауль и Петер Фиттих, спасают от злого Каспара Шлиха двух маленьких собачек — Плюха и Плиха. Спася щенков от утопления, мальчики относят их к себе домой. Однако их родители оказываются не в восторге от появившихся в их доме собачек... Позже, оказавшись в доме у Пауля и Петера, Плих и Плюх начинают бесцеремонно хулиганить, за что «арестованы на сутки». Однако несколько дней спустя они спасают из реки иностранного туриста мистера Хоппа и даже помогают ему найти его шлем и телескоп.
Восторженный Хопп заявляет, что очень любит таких собачек, берёт их в Лондон для вручения подарков в Гайд-парке и платит семье Фиттих 100 рублей. А Каспар Шлих от зависти топится в речке.
Мультфильм несколько отличается от оригинального текста Хармса. В оригинале мистер Хопп просто покупает собачек за 100 рублей, в то время как в мультфильме он обещает их вернуть обратно.

## Съёмочная группа
- автор сценария — Юрий Коваль
- режиссёр — Натан Лернер
- художник-постановщик — Юрий Исайкин
- оператор — Леонард Кольвинковский
- композитор — Михаил Меерович
- звукооператор — Сергей Кель
- художники-мультипликаторы: Ольга Анашкина, Алла Гришко, Фазиль Гасанов
- текст читал: Сергей Юрский
- роли озвучивали:
  - Агарь Власова,
  - Станислав Федосов,
  - Елена Чернова
- куклы изготовили: Геннадий Богачёв, Анатолий Кузнецов, А. Дегтярёв, Анатолий Гнединский, Валерий Петров, Юрий Одинцов, Н. Пантелеева, Надежда Лярская, Маргарита Богатская, Елена Покровская, О. Усачёва
- монтажёр — Людмила Рубан
- редактор — Алиса Феодориди
- директор — Игорь Гелашвили

## Награды
- Большой приз на Фестивале советской мультипликации в Рязани, 1985.[3]